# Ovi
Ovi is de merknaam die het Finse Nokia gebruikt voor zijn internetdiensten.
Ovi is het Finse woord voor deur. De Ovi-diensten kunnen gebruikt worden met een Nokia-gsm, een Nokia-tablet, een computer (met behulp van Ovi-suite) of via het internet (ovi.com). Ovi heeft 5 belangrijke takken: Games, Maps, Media, Messaging en Music.
De Ovi-winkel wordt bij de meeste Nokia-toestellen gratis meegeleverd. Via de winkel kunnen de apparaten voorzien worden van extra software zoals spelletjes. Verder worden toestellen die beschikken over een gps-ontvanger voorzien van het gratis navigatieprogramma Ovi Maps. Ovi Music is een dienst die gebruikt wordt om muziek naar de Nokia-gsms te downloaden. Een bekende formule is de "comes with music"-formule waar er voor een bepaald bedrag per maand, ongelimiteerd muziek kan worden gedownload. Ovi-winkel draagt vanaf begin 2012 de naam Nokia App Store. Het programma Ovi Suite draagt nu de naam Nokia Suite.